# Провулок Василя Кука (Житомир)
Прову́лок Василя Кука  — провулок у Богунському районі Житомира. Названий на честь генерала-хорунжого, головнокомандувача УПА Василя Кука.

## Розташування
З'єднує вулиці Олени Теліги та Родини Гамченків у напрямку на північний схід, паралельно до вулиці Кармелюка.
Довжина провулка — 130 метрів.

## Історія
До 19 лютого 2016 року називався 4-й провулок Чкалова. Відповідно до розпорядження Житомирського міського голови від 19 лютого 2016 року № 112 «Про перейменування топонімічних об'єктів та демонтаж пам'ятних знаків у м. Житомирі», перейменований на провулок Василя Кука.